# 1959-es magyar teniszbajnokság
Az 1959-es magyar teniszbajnokság a hatvanadik magyar bajnokság volt. A bajnokságot augusztus 30. és szeptember 7. között rendezték meg Budapesten, a Vasas Pasaréti úti sporttelepén, majd szeptember 2-tól a pályák rossz állapota miatt a Dózsa margitszigeti teniszstadionjában.

## Eredmények
| Versenyszám  | Arany                                                      | Arany | Ezüst                                                | Ezüst | Bronz                                                                                        | Bronz |
| ------------ | ---------------------------------------------------------- | ----- | ---------------------------------------------------- | ----- | -------------------------------------------------------------------------------------------- | ----- |
| Férfi egyéni | Gulyás István Újpesti Dózsa                                |       | Ádám András Újpesti Dózsa                            |       | Katona Zoltán Újpesti DózsaLénárt László Újpesti Dózsa                                       |       |
| Női egyéni   | Broszmann Zsófia Diósgyőri VTK                             |       | Erdődi Gyuláné Újpesti Dózsa                         |       | Bardóczy Klára Bp. HonvédPete Vincéné Vasas SC                                               |       |
| Férfi páros  | Gulyás István, Katona Zoltán Újpesti Dózsa                 |       | Komáromy Ferenc, Szikszay András Vasas SC            |       | Ádám András, Birkás György Újpesti DózsaTornyay Tibor, Vad Dezső Bp. Vörös Meteor            |       |
| Női páros    | Broszmann Zsófia, Bardóczy Klára Diósgyőri VTK, Bp. Honvéd |       | Pete Vincéné, Szörényi Lórántné Vasas SC             |       | Lépes Andorné, Rohrböck Józsefné Vasas SCAndor Lászlóné, dr. Bikár Dejánné Bp. Vörös Meteor  |       |
| Vegyes páros | Gulyás István, Erdődi Gyuláné Újpesti Dózsa                |       | Pálinkás István, Bardóczy Klára Vasas SC, Bp. Honvéd |       | Szikszay András, Broszmann Zsófia Vasas SC, Diósgyőri VTKMajor József, Pete Vincéné Vasas SC |       |

Megjegyzés: A magyar sport évkönyvében női párosban Andor Lászlóné helyett Andorka van.